# Transmetropolitan
 (novembre 2012).
Si vous disposez d'ouvrages ou d'articles de référence ou si vous connaissez des sites web de qualité traitant du thème abordé ici, merci de compléter l'article en donnant les références utiles à sa vérifiabilité et en les liant à la section « Notes et références ».
Transmetropolitan est une série de comics postcyberpunk écrite par Warren Ellis et illustrée par Darick Robertson. La série mensuelle débuta en 1997 et atteint sa conclusion prévue après cinq ans de publication avec le soixantième numéro.
Originellement publiée sous le label Helix de DC Comics, consacré à la science fiction, Transmetropolitan rejoindra Vertigo à la suite de la disparition de Helix.

## Synopsis
La série suit le démarrage d'une campagne électorale pour les présidentielles et décrit les combats menés par le journaliste gonzo Spider Jerusalem pour enquêter sur les candidats et influencer le public. Secondé par ses assistantes Channon Yarrow (qui deviendra sa garde du corps) puis Yelena Rossini, il dénonce les abus de pouvoir et la corruption de deux présidents consécutifs des États-Unis, cherchant à contrecarrer les injustices sociales et la corruption autour desquelles s'installe un silence médiatique par ses articles retentissants.

## Personnages

### Protagonistes

#### Spider Jerusalem
Spider est un journaliste gonzo renégat qui, sous les menaces de procès de son éditeur auquel il doit contractuellement livrer deux livres qu'il n'a pas écrits, se voit contraint de retourner à "La Ville" après cinq ans de vie en ermite à "La Montagne". Là-bas, il reprend contact avec une vieille connaissance, Mitchell Royce, afin de reprendre un travail lui permettant de subsister et de trouver la matière nécessaire à l'écriture de ses livres, et, par la même, reprendre son combat contre la corruption aux plus hauts niveaux du pouvoir.

##### Caractère
Un des aspects les plus importants de Spider Jerusalem est sa consommation notoire et massive de drogues. Ainsi, en plus d'être un fumeur et un buveur compulsif, Spider utilise une vaste panoplie de drogues, allant de légers stimulateurs d'intelligence et drogues psychédéliques à la cocaïne, l'héroïne ou diverses drogues futuristes et exotiques. De la même manière que ses semblables, il est immunisé contre les addictions, ainsi que contre le cancer. Spider est aussi particulièrement connu pour son langage vulgaire, combinant en particulier les mots "putain" et "baiseur"  afin de créer de nouvelles insultes. De plus, il est extrêmement colérique, et fait régulièrement preuve d'un caractère ombrageux et lunatique se traduisant par de violentes sautes d'humeur, allant de simples avalanches d'insultes à de véritable agressions caractérisées. Néanmoins, malgré son caractère et son mépris de La Ville en général, Spider fait régulièrement preuve d'une attention et d'une douceur insoupçonnées envers les innocents et les personnes fragiles, et plus particulièrement les enfants.
Le passé de Spider reste relativement sombre dans son ensemble, même si certains personnages tels que Mitchell Royce ou Spider lui-même font parfois allusions à des épisodes passés tels que l'enfant terrible (un enfant assassin français qui le poursuit depuis la "Guerre du Verbe" entre Francophones et Anglophones) ou bien "la nuit de Prague" où Spider aurait, simplement à l'aide d'appels, poussé six politiciens tchèques à se suicider. Il est également fait plusieurs fois référence à son enfance et à ses ambitions précoces, ainsi qu'à la folie grandissante de ses parents. Il affirme avoir travaillé plusieurs fois comme prostitué dans son passé, ainsi qu'avoir été strip-teaseur à l'âge de huit ans. Il a grandi dans le quartier pauvre des Docks avec ses parents, dans une atmosphère de misère et de détresse sociale. Son père était chauffeur de bus et sa mère au foyer lui cuisinait des lézards matin, midi, et soir. Adulte, il y retourne et se demande combien ont pu s'en sortir.

##### Philosophie
Spider est un fervent défenseur de la vérité et en la diffusion la plus directe et totale de cette vérité. Il en fait d'ailleurs très souvent référence comme La Vérité. L'exemple le plus frappant de ce fait est lorsque l'éditeur de Spider raconte que celui-ci, lors de l'élection de La Bête, lui a soumis un article sur ce sujet, consistant en la répétition du mot putain huit mille fois.
L'un des points les plus importants du conflit interne qui secoue Spider est son attachement à donner La Vérité aux gens et en même temps sa profonde misanthropie. Spider hait et combat toutes les formes d'autorité lorsqu'elles oppressent les hommes, mais critique aussi souvent son public qui donne son autorité au pouvoir. De la même manière, il se bat afin que son public écoute La Vérité mais est dégoûté par ceux qui le suivent aveuglément. De plus, le talent de Spider lui apporte une notoriété indésirable, qui l'empêche de délivrer La Vérité. Son éditeur, Mitchell Royce, explique que Spider doit être détesté pour pouvoir travailler correctement.
Malgré son mépris total de ceux qui se trouvent autour de lui, Spider est totalement loyal envers les quelques personnes qu'il considère être ses amis, mais est également capable de faire preuve d'une violence incroyable envers ceux qui le trahissent.  Ainsi, dans la deuxième moitié de la série, la plupart des actions de Spider sont motivées par sa volonté de faire traduire en justice le nouveau président Le Sourire pour avoir fait assassiner Vita Stevern, avec qui Spider avait sympathisé.
Bien qu'il se soit opposé à la Bête, Spider n'a d'allégeance à aucun parti politique, ni aucune organisation, et son support initial au Sourire va vite se transformer en un profond mépris face à son attitude cynique et son altruisme de façade. Il est aussi très profondément athée et méprise toutes les religions dans lesquelles il ne voit que de nouvelles formes d'oppression et d'exploitation des gens.

##### Armement
Spider Jerusalem clame souvent haut et fort être toujours armé, et est vu dans la série avec de nombreuses armes. Parmi toutes ces armes, celle de prédilection est sans conteste son "Agitateur d'Intestins", sorte de pistolet provoquant une perte de contrôle des sphincters aussi douloureuse qu'immédiate. Cette arme possède notamment une grande variété de réglages différents, dont les réglages de base sont diarrhée, liquide et prolapsus, ainsi que divers réglages plus fantaisistes tels que "volcan rectal" ou "horreur intestinale innommable". La raison pour laquelle Spider affectionne tant cette arme, en dépit de son illégalité, est qu'elle est non-létale, humiliante et intraçable.
Même désarmé, Spider demeure un adversaire de taille, bien qu'il ne soit pas non plus invincible. On le voit régulièrement battre des adversaires mieux entrainés ou bien plus imposants que lui. Il n'hésite d'ailleurs pas à agresser ceux qui le menacent ou l'exaspèrent.  Il n'hésite pas non plus à utiliser la violence pour obtenir les informations ou les renseignements qu'il désire.

##### Apparence
Spider Jerusalem est blanc, petit, fin, et relativement sec. Il a un visage anguleux, avec un menton prononcé et un nez osseux et légèrement retroussé. Son corps est presque entièrement recouvert de tatouages noirs: un en forme d'araignée sur la tête, à droite, un cercle avec une lune et un ciel étoilé sur l'épaule droite, et un soleil sur l'épaule gauche, deux motifs géométriques sur les pectoraux et deux encerclant les tétons, un cercle avec écrit POTI sur l’omoplate droite, un soleil tribal autour du nombril, une bande de vagues sur le biceps droit, un barbelé sur le gauche, des yeux sous les coudes, un tatouage géométrique sur l'avant-bras droit se finissant en point d'interrogation, et un autre sur l'avant bras gauche dont l'intérieur forme un S, un diable au niveau du rein droit, un tatouage sur la fesse gauche avec l'inscription "Kiss Here", deux tatouages tribaux à mi-cuisse, une étoile sur le genou droit, une croix sur le genou gauche, un tribal sur chaque mollet, une bande sur le haut de cheville droit et un cercle sur le dessus du même pied.
À l'origine, Spider est montré avec une énorme barbe et de longs cheveux bruns, clamant à son éditeur Mitchell Royce qu'il a des cheveux « à des endroits qu'il ne savait même pas qu'il y en avait ». Lorsqu'il quitte La Montagne pour retourner à La Ville, ses cheveux et sa barbe sont totalement rasés à cause d'un dysfonctionnement de la douche. Par la suite, Spider restera totalement glabre, excepté ses sourcils et quelques poils pubiens que l'on peut entrevoir de temps en temps.
Bien qu'il préfère ne pas porter d'habit la plupart du temps, en public, sa tenue habituelle est un "costume noir, en lin, coupe urbaine, qui me met en valeur" (uniquement pantalon et veste, ni maillot, ni sous-vêtement). Il lui arrive également, lorsque ses assistantes sont avec lui, de porter un caleçon noir mi-cuisse. De plus, il porte des bottes de types rangers, crantées, avec l'inscription STOMP, ainsi qu'une paire de lunettes de soleil avec appareil photographique intégré: le verre gauche est rouge et rond, le droit rectangulaire et vert (le faiseur, lorsqu'il les as fabriquées, était drogué et trouvait ça drôle).

#### Les Sordides Assistantes

##### Channon Yarrow
- Channon Yarrow est la première assistante de Spider dans la série.

Elle est, à l'origine, strip-teaseuse et gangster. Physiquement, Channon est assez grande (sa taille n'est jamais précisée mais elle est représentée comme faisant une tête et demie de plus que Spider, et une de plus que Yelena Rossini). Spider l'obligera à prendre des médicaments lui permettant de développer l'immunité contre le cancer et l'obligera à fumer autant que lui.
Channon est aperçue la première fois en tant que danseuse dans un strip-club dans le quartier de Angels 8, lequel est envahi par Spider Jerusalem durant l'émeute des Transités. Inspirée par Spider qui arrêta l'émeute en postant un billet en direct à la Ville entière par le web-canal du Word, Channon (qui devint étudiante en journalisme, continuant le strip-tease pour payer ses études) quitte le club et est engagée par l’éditeur Mitchell Royce du Word afin qu'elle devienne l'assistante de Spider, travail consistant essentiellement, à l'origine, à s'assurer que son patron prend assez de stimulateurs d'intelligence et d'alcool pour être un journaliste efficace.
Channon quitta brièvement Spider après que son petit ami Ziang eut décidé de se faire télécharger (opération consistant à désintégrer le corps et à transférer sa conscience dans un nuage de nano-robots flottants similaires à ceux des faiseurs, appelé Cumulus), expérience que Spider utilisa pour sa chronique hebdomadaire, estimant que chacun devait être témoin de cela au moins une fois dans sa vie. Pendant cette période, elle devint une "épouse de Christ" (Fred Christ, leader autoproclamé du mouvement Transité et "Messie de l'Amour", fondateur de l'Église de la Transition).
Elle rejoint finalement Spider et sa nouvelle assistante Yelena Rossini assez tôt dans leur combat pour empêcher l'élection du Sénateur Gary Callahan, alias Le Sourire, faisant office de garde du corps. Dans ce nouvel emploi, Channon est montrée comme physiquement plus forte et imposante qu'avant, combattant régulièrement de multiples adversaires et allant au contact lorsque nécessaire. La plupart des situations durant lesquelles elle dut combattre fut provoquée par Le Sourire lui-même. Elle montre aussi d'excellente capacités pour les armes à feu, dû au fait que son école fouillait les élèves pour vérifier s'ils étaient armés.

##### Yelena Rossini
- Yelena Rossini, est la seconde assistante. Elle est la fille d'Oscar Rossini, riche philanthrope et ancienne figure politique.

Physiquement, Yelena est assez petite. Bien que sa taille ne soit jamais précisée, mais elle est représentée comme faisant une demi tête de moins que Spider Jerusalem et une tête de moins que Channon Yarrow. Elle a des cheveux bruns tombants aux épaules et est régulièrement montrée avec un grand T-shirt et une veste noire (à l'origine pour dissimuler sa petite taille et sa petite poitrine, comparée à Channon). À la suite des ordres de Spider, elle dut, à l'instar de Channon, prendre les médicaments permettant de développer le caractère génétique immunisant contre le cancer, et est obligée de fumer en présence de lui.
Après que Channon ait quitté Spider pour devenir nonne (épouse de Christ), Mitchell Royce, l'éditeur de Spider, lui assigne Yelena comme nouvelle assistante, travail consistant principalement à vérifier que Spider prend assez de drogues et d'alcool pour travailler correctement. À l'origine, Mitchell Royce fait croire qu'elle est sa nièce, mais elle révèle par la suite que c'était un simple stratagème pour que Spider la ménage, afin que celle-ci ne démissionne pas comme Channon. Elle continue malgré tout à l'appeler oncle Mitchell. Environ une semaine après avoir été engagée, elle est interviewée par un reporter et dit être âgée de 24 ans, née dans ce qui semble être une famille aisée de La Ville (Old Heath Road), parle sept langue et a été récemment diplômée d'une école de commerce.
Un des arcs majeurs de l'histoire est la relation entre Spider et Yelena.  À l'origine, les deux étaient en conflit permanent, puis leur relation évoluera vers une relation mêlant camaraderie et amour vache. Une nuit, près avoir bu, les deux finissent par dormir ensemble. Le matin, Spider réalisant la situation délicate dans laquelle il se trouve (il croit encore qu'elle est la nièce de Mitchell Royce), il essaye -sans succès- de sortir du lit sans la réveiller. Après s'être rendue compte qu'elle avait dormit dans le même lit que lui, Yelena entre dans une période de déni systématique et agressif, répétant sans cesse que "Il ne s'est rien passé!". Malgré tout, les lunettes "vivantes" de Spider, croyant à une agression, ont pris des photos de la scène qui confirment que Yelena a bien couché avec Spider.
Channon rejoint rapidement Spider et Yelena dans leur combat pour empêcher l'élection de Gary Callahan, alias Le Sourire, devenant alors sa garde du corps. Tandis que Yelena continue d'être officiellement la seule assistante de Spider, il se réfère à elles sous le nom de "Sordides Assistantes" le reste de la série. Channon et Yelena deviennent amies, multipliant les combines contre Spider.
Cela perdura jusqu'à la nuit où le Sourire gagna les élections présidentielles, durant la fête à l’appartement de Spider pour couvrir l'élection présidentielle, où, après une dispute avec Channon, Yelena finit par admettre publiquement que non seulement elle a couché avec Spider mais que, de plus, elle n'était pas la nièce de Mitchell Royce. Channon savait, depuis plusieurs semaines, qu'elle avait couché avec Spider, après avoir emprunté les lunettes de Spider et visionné les photos qu'elles contenaient (Yelena ne savait pas que les lunettes de Spider pouvaient faire ça). Elle n'aura de cesse depuis lors de provoquer Yelena en faisant référence à cet épisode.
Après avoir admis qu'elle avait passé une nuit avec Spider, Yelena, en partie à cause de son rôle d'assistante, a commencé à montrer un comportement et une attitude semblable à celle de Spider, consommant de grandes quantités d'alcool et de cigarettes, et faisant usage d'un langage chargé (Channon lui dit régulièrement: "tu deviens comme lui"). On voit, par la suite, que Yelena s'est fait faire sur la fesse gauche le même tatouage en forme d'araignée que Spider a sur le crâne. De plus, dans les rares moments où Spider semble vraiment faire preuve d'une véritable peine, Yelena cherche systématiquement à le réconforter, bien qu'elle finisse toujours par arrêter rapidement ou qu'il refuse ce réconfort.
Néanmoins, après que Yelena eut révélé avoir écrit -à un moment critique- un billet sous son nom alors qu'il était dans le coma depuis quatre jours, Spider eut pour seule réponse, à la grande surprise de Yelena, de l'embrasser sur le front en lui disant "Merci" avec un sourire reconnaissant.
À la fin de la série, Channon et Yelena sont montrées retirées du monde à La Montagne avec Spider pour prendre soin de lui, visiblement handicapé et diminué, dû à une maladie rare, et incapable de s'occuper de lui-même.
Elles ont toutes les deux l'air d'aides-soignantes. Channon fait vaguement état d'une relation que Yelena et Spider auraient ensemble, cette dernière apparaissant avec un ventre pouvant laisser penser qu'elle serait dans une phase précoce de grossesse, mais personne n'est vraiment clair à ce sujet. Dans la même séquence, Yelena est montrée avec un tatouage mélangeant le symbole de Venus (symbole féminin) et l’araignée de Spider sur le bras gauche, et Mitchell parle d'elle comme étant le "nouveau Spider". On la voit pour la dernière fois retournant à la Cité avec Mitchell Royce pour écrire un billet hebdomadaire.

#### Alliés de Spider
- Le Chat, chat errant blanc, mutant, possédant trois yeux et deux visages que Spider recueille après l'avoir trouvé sur le porche de son premier appartement. Elle passe sa vie chez Spider à manger des gecko (qui ont remplacé les rats dans La Ville de Transmetropolitan), fumer des cigarettes Russes, uriner où et quand il lui plait, tout en chassant et tuant d'autres animaux, notamment des chiens.
- Tico Cortez, vieil ami mexicain de Spider, datant d'avant qu'il ne quitte la Ville (Tico parle de l'époque où Spider avait encore des cheveux). Il est un "cumulus", un humain qui a délibérément transmis son esprit dans un nuage de nano-machines similaires à celles des faiseurs, ce qui lui permet d'en avoir les mêmes possibilités, lui donnant des aspects multiformes, lui permettant de créer diverses choses à partir de la matière ambiante (l'air notamment). Tico apparaît généralement sous les traits d'un nuage rose, plus ou moins translucide, dans lequel apparaît le visage d'un diable, avec les traits hispaniques, des favoris et de petites cornes sur la tête. Ce visage ressemble assez à celui qui se trouve tatoué sur le corps de Spider.
- Mary, ressuscitée et ancienne photojournaliste. À une époque non précisée du XXIe siècle, Mary souffrit d'une maladie du cœur, et elle et son mari ont accepté de participer à une expérience de cryogénisation, supposée leur permettre de renaître dans le futur, là où on pourrait leur construire un nouveau corps. Après qu'elle eut été ressuscitée, elle se retrouva seule dans la Ville, profondément choquée par l'étrangeté et la complexité de ce monde (elle dira elle-même que dans ce monde, « même ce qui va doucement agresse »), sans son mari qui, par malchance, n'a pu la rejoindre dans le programme et est donc mort. Elle était à l'origine placée dans l'hôtel des ressuscités, où vont tous les ressuscités, se retrouvant dans un état de catatonie et de dépression violent provoqué par leur arrivée dans ce monde qu'ils ne peuvent comprendre. Mary commença à retrouver son état normal grâce à Spider qui se lia d'amitié avec elle en faisant un article sur les ressuscités, lui donnant de quoi prendre un appartement propre, et lui offrant, par la suite, un appareil photo qui se révélera capital lorsqu'elle aidera Spider en lui fournissant des photographies compromettantes de la police durant l'épisode de la Loi Martiale.
- Vita Severn, la conseillère politique du Sourire. Bien que son support au Sourire ne soit pas dénué de critiques virulentes, elle le supporte car le Sourire constitue, selon elle, le seul candidat capable de vaincre la Bête, et que sa position lui permet d'influer sur la politique du Sourire, pouvant ainsi mettre en avant les questions cruciales de la présidence et encourager les gens à s'améliorer. Vita, après s'être liée avec Spider, semble montrer une attirance réciproque, mais le début de ce qui aurait pu être une romance se retrouve anéanti par la mort de Vita, assassinée par un sniper durant un discours. Une culte religieux s'organise alors autour de Vita, qui apparaît comme une martyre (et qui rappelle par certains aspects celui autour de Diana). Cet évènement marque un tournant dans la série, puisque Spider, persuadé de l'implication du Sourire, mènera une véritable croisade personnelle contre celui-ci dans le but d'assigner le Sourire et ses complices en justice et ainsi la venger.
- Détective Malandra Newton, officier de police de CPD assigné aux alentours de Dante Street, et l'un des seuls agents de police honnêtes de la Ville. Elle était notamment impliquée dans l'enquête sur le meurtre de Lockwood avant d'être condamnée au silence lorsqu'elle découvrit que la police eut étouffé l'affaire. Par la suite, elle coopère avec Spider durant son enquête avant que celui-ci ne soit blessé durant la Tempête Quasi-Fatale, et arrête le Sourire à la fin de la "Loi Martiale".
- Oscar Rossini, père de Yelena et membre connu de la politique, qui supporta le sénateur Longmarch dans sa campagne contre la Bête. Philanthrope et bon vivant, il possède une étonnante ressemblance physique avec Spider ainsi qu'un sens de l'humour similaire. Il abrite Spider chez lui lorsque celui-ci est recherché et blessé, sous prétexte de pouvoir ainsi garder sa fille proche de lui et en sécurité, lors de l'épisode de la Purge. Quand spider révèle le massacre des étudiants perpétré par la Garde Nationale et le nom de l'assassin de Vita, il autorise Spider, Yelena et Channon à s'échapper et finir leur travail, pendant que lui et Lau Qi restent pour obliger la police à les arrêter et ainsi les freiner, tout en filmant celle-ci pour faire pression sur la Maison Blanche grâce à la position d'Oscar. Il n'oppose aucune résistance durant son arrestation, prenant celle-ci avec tranquillité, promettant aux officiers venus l'arrêter de leur retourner la faveur. On suppose que celui-ci est acquitté après la chute du Sourire.

### Antagonistes

#### Présidents
- La Bête, La Bête est, au début de la série, l'actuel président (en second mandat), que Spider méprise en raison de son cynisme, son attitude condescendante envers la population et, d'une manière générale, pour sa malhonnêteté. Visiblement inspiré de Richard Nixon, la Bête montre une sorte de complexe de supériorité vis-à-vis de la population et des gens et n'a aucun scrupule à punir les quartiers ou les villes qui ne l'ont pas supporté. Spider accuse régulièrement la Bête de n'être qu'un politicien avide de pouvoir, sans convictions ni idée, qui voulait être président par pur amour du pouvoir et qui n'a aucun intérêt pour le travail pour lequel il a été élu. Néanmoins, la Bête confie à Spider, durant une interview, qu'il fait simplement le strict minimum, déclarant que « si 49 % de la population crève de faim et 51 % vit correctement, alors [il] fait son job ».

Contrairement au Sourire, le vrai nom de la Bête n'est mentionné qu'au début de la série et c'est Spider qui lui donne son nom. Selon celui-ci, ses partisans et même ses propres enfants l'appellent désormais sous ce nom, une des raisons qui fait qu'il déteste Spider. Spider explique que ce nom provient de l'image mentale qu'il avait de celui-ci: « un gros animal noir tapi dans le cœur de l'Amérique... la chose en nous qui vote pour niquer les autres, le cerveau reptilien qui ne dit rien d'autre que "bouffe-tue-baise-chie. »
- Le Sourire, de son vrai nom Gary Callahan, est le candidat aux élections présidentielles élu à la fin du second tome de Transmetropolitan. Surnommé ainsi à cause de son large rictus, constamment affiché sur son visage, Le Sourire profite, à l'origine, d'un soutien ambiguë de Spider, jusqu'à ce que ce dernier prouve que Le Sourire est bien plus corrompu et dangereux que la Bête, faisant de lui le principal adversaire de Spider dans la série. Le Sourire admit, en vis-à-vis avec Spider, qu'il détestait tout le monde et qu'il ne voulait être président que dans l'unique but de contrôler et opprimer les gens, amorçant dans le même temps une vendetta contre Spider après que celui-ci l'ait plusieurs fois ridiculisé en public, allant même jusqu'à envoyer des tueurs à gages à ses trousses, le faire licencier du Word et perquisitionner sa maison et ses biens. Le Sourire n'a d'ailleurs aucun scrupule à tuer tous ceux qui se mettent en travers de son chemin ou dont la mort pourrait lui être profitable: c'est ainsi qu'il fit assassiner Vita Stevern, afin de susciter la pitié de l'électorat, puis sa femme et ses enfants . Selon les aveux de Fred Christ, chaque fois que Le Sourire voit son soutien décroître, il tue quelqu'un de proche de lui, simulant un accident, pour susciter la pitié des gens et ainsi s'attirer leur sympathie. Finalement, Spider dévoile le véritable visage du Sourire à la fin de la série, entraînant son arrestation par la détective Newton, l'une des rares agents de police en dehors de l'influence du Sourire. Dans l'épilogue, on apprend que la grâce présidentielle lui est refusée par son successeur, et que malgré le soutien de quelques fanatiques, il sera probablement rapidement à court de ressources et d'argent, ce qui l’amènera certainement à une future arrestation.

#### Antagonistes secondaires
- Fred Christ, nymphomane et bisexuel, est le leader du mouvement génétique et culturel "Transité", puis du mouvement religieux "l’Église de Christ". Fred était, à l'origine, manager pour plusieurs groupes de rock, avant de devenir le porte-parole du mouvement Transité, un mouvement de fétichistes adeptes des modifications corporelles inter-espèce, mélangeant leur ADN à celui d'une espèce extraterrestre, dans le but de transformer leurs propres corps en celui d'une espèce alien venant d'une colonie appelée "Old Vilnius". Résidant dans le ghetto d'Angels 8, bastion de la culture transité, Fred transforme le mouvement transité en culte de la personnalité centré autour de lui-même, et annonce à la télévision son intention de faire sécession de La Ville en faveur de la colonie de Old Vilnius. Cependant, Fred passa un pacte avec le Sourire: il devait créer une émeute chez les Transités provoquant une violente répression policière, dans le but de ternir la réputation du Maire de La Ville.

Après la fin de l'émeute Fred fonda l’Église de Christ, continuant son culte grâce au soutien du Sourire, en échange de quelques faveurs pour Callahan et son entourage. Fred, qui possédait une déjà une réputation de satyre, prostitua les femmes membres de son église (appelées "Épouses de Christ" à Callahan et son équipe, et paya une "mise à jour cérébrale massive" pour Josh Freeh, colistier et homme de paille du Sourire, en réalité un clone né dans une "ferme à bâtard" afin que Callahan puisse avoir un colistier sans aucun passé douteux. Régulièrement interviewé par Spider, celui-ci fait preuve d'une violence grandissante à l'égard de Fred. Durant les émeutes suivant l'instauration de la Loi Martiale, Fred et la plupart des Transités seront tués par la Garde Nationale.
- Indira Atatürk, une ancienne assistante de Spider dont la vie et la réputation furent ruinées par Spider alors qu'elle travaillait pour lui. Durant une enquête dans un boîte de strip-tease connue pour utiliser la technologie afin de transformer les clients en maniaques sexuels, Indira fut touchée par les effets et devint accidentellement une célèbre pornstar lorsque quelqu'un prit une vidéo d'elle dans une orgie. Plus tard, alors qu'elle était devenue l'assistante de Mitchell Royce, elle essaya de se venger de Spider en résiliant ses assurances, en lui coupant tous ses privilèges et l'accès à ses biens, et en envoyant des tueurs à ses trousses.

- Alan Schact, le conseiller politique du Sourire. Schact et Vita se disputaient sans cesse autour de la manière dont le Sourire devait mener sa campagne, essayant de se descendre l'un l'autre devant la presse. Contrairement à Vita, qui croyait que Callahan pourrait ouvrir une troisième voie entre libéralisme et conservatisme, Schact considérait que la troisième voie consistait à trouver un équilibre entre honnêteté et cynisme. Spider prouva par la suite que Schact était le principal instigateur de l'assassinat de Vita, avant de démontrer publiquement que Schact était un pédophile et un prédateur sexuel. Finalement, il se suicide après cela, en brûlant sa maison afin de détruire le maximum de preuve quant à ses agissements.

- Bob Heller, un candidat à la présidentielle radicalement conservateur, fasciste et raciste disposant d'un soutien important dans l'état de Floride. Son nom et ses manières, ainsi que plusieurs indices visuels (comme le symbole de son parti, renvoyant au drapeau Nazi), montrent qu'il s'agit d'un portrait futuriste et exagéré d'Adolf Hitler, auquel Spider le compare une fois. Heller est à la tête d'un parti ouvrier xénophobe et nationaliste, et méprise quiconque pourrait être défini comme pacifiste, excentrique ou appartenant à une race inférieure, auxquels Heller se réfère sous le terme générique de "Faibles"; Spider, en retour, qualifie les partisans de Heller de "vote dégénéré Néo-Nazi". Son engagement sans limite, son discours extrémiste et sa croyance totale en sa cause sont tels qu'ils font même peur à Spider. Après avoir assisté à l'un de leurs meetings afin d'écrire sur les discours violents et insultants de Heller, on retrouve Spider prostré, disant simplement "Je le jure, je n'ai rien inventé". Le Sourire passa un marché avec Heller afin d'avoir le vote conservateur de Floride, qui consistait à fournir un "bâtard" à Callahan qui serait présenté comme un homme de Heller, ce que Spider exposa publiquement. Par la suite, il n'apparaît plus, les révélations de Spider ayant certainement détruit toute son influence.

## Sources d'inspiration et références
Le personnage de Spider Jerusalem est inspiré de Hunter S. Thompson, notamment par son caractère anticonformiste et ses tendances autodestructrices.
De nombreux clins d’œil à la vie politique américaine émaillent les épisodes du comics, tout en laissant voir comment celle-ci a évolué ; par exemple à travers le titre d'une série télévisée à succès : Dans la réserve du parti républicain.
Son apparence au tout début du comics, alors qu'il était encore à La Montagne, n'est pas un hommage à l'auteur de bande dessinée Alan Moore, comme c'est souvent indiqué mais en fait à Andre Ricciardi, un ami de Darick Robertson.

## Recueils

### Trade Paperbacks
1. Back on the Street (Transmetropolitan #1-6)
2. Lust for Life (#4-12)
3. Year of the Bastard (#13-18)
4. The New Scum (#19-24)
5. Lonely City (#25-30)
6. Gouge Away (#31-36)
7. Spider’s Thrash (#37-42)
8. Dirge (#43-48)
9. The Cure (#49-54)
10. One More Time (#55-60)

0 Tales of Human Waste (I Hate It Here, Filth of the City et Edgy Winter)

### Albums français
Première édition (Le Téméraire)
1. Retour dans les rues (1999) : épisodes #1-3

Seconde édition (Panini Comics)
1. Le Come-back du siècle (2007) : épisodes #1-12
2. La Nouvelle Racaille (2008) : épisodes #13-24
3. Seul dans la ville (2008) : épisodes #25-36
4. Éloge funèbre (2009) : épisodes #37-45
5. Le Remède (2009) : épisodes #46-54
6. Une dernière fois (2010) : épisodes #55-60, Laissez-moi partir et La Lie de la ville

Troisième édition dans la collection "Vertigo Essentiels" chez Urban Comics (grand format)
1. Année un (2014) : épisodes #1-12
2. Année deux (2014) : épisodes #13-24, Un hiver rude, Hivers à venir
3. Année trois (2015) : épisodes #25-36
4. Année quatre (2015) : épisodes #37-48
5. Année cinq (2015) : épisodes #49-60

Quatrième édition dans la collection "Nomad" chez Urban Comics (format de poche)
1. Volume 1 (2022) : épisodes #1-12, soit l'équivalent de la première intégrale, sans les bonus
2. Volume 2 (2022) : épisodes #13-24 + Vertigo: Winter's Edge, soit l'équivalent de la deuxième intégrale, sans les bonus
3. Année trois (2023) : épisodes #25-36, soit l'équivalent de la troisième intégrale, sans les bonus
4. Année quatre (2023) : épisodes #37-48, soit l'équivalent de la quatrième intégrale, sans les bonus
5. Année cinq (à venir) : épisodes #49-60, soit l'équivalent de la cinquième et dernière intégrale, sans les bonus

## Éditeurs
- DC Comics (label Vertigo) : version originale
- Le Téméraire : tome 1 (première édition du tome 1)
- Panini Comics (collection « Vertigo Big books ») : tomes 1 à 6 (édition augmentée du tome 1, première édition des tomes 2 à 6)
- Urban Comics (collection "Vertigo Essentiels") : tomes 1 à 5